# Wellenenergie (Meereswellen)

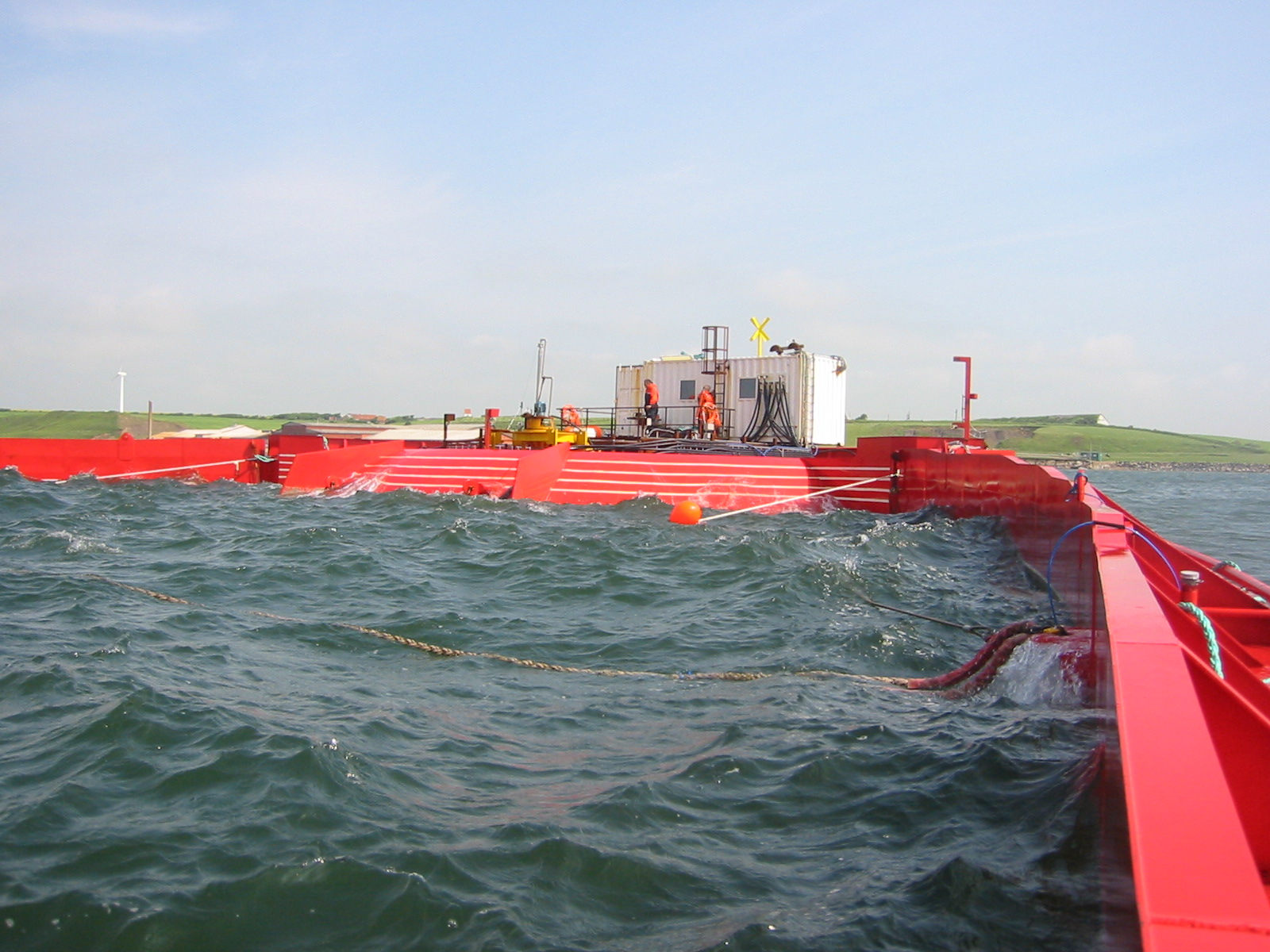
Wellenkraftwerk Wave Dragon

Wellenenergie ist das Vermögen von Wellen, Arbeit zu leisten – zerstörerische Arbeit beim Versenken oder Beschädigen von Schiffen oder Verwüstungen an der Küste, aber auch nützliche Arbeit in Wellenkraftwerken.
Um diese Wellenenergie für bestimmte Regionen des Meeres (z. B. den geplanten Standort eines Wellenkraftwerkes) abzuschätzen, bedarf es einer Wellentheorie, welche die Form und das Kräftespiel der Wellen in mathematische Formeln fasst. Unter verschiedenen Ansätzen wird heute überwiegend die lineare Theorie (Airy-Theorie) verwendet, die auch den folgenden Betrachtungen zugrunde liegt.

## Voraussetzungen und Annahmen zur Abschätzung der Wellenenergie
Die lineare Wellentheorie wird hier nicht als solche dargestellt, sondern nur die Voraussetzungen, unter denen sie die Wellenaktivität gut abbildet und insofern dann auch zur Abschätzung der Wellenenergie verwendet werden kann. Die wichtigsten Voraussetzungen sind:
- Die Wellenhöhe ist wesentlich kleiner als die Wellenlänge (Abstand zwischen zwei aufeinanderfolgenden Wellenbergen).
- Die Wellenhöhe ist wesentlich kleiner als die Wassertiefe.
- Die Wellenhöhe ist unabhängig von Wellenlänge und Periode.

Die empirischen Daten (Messungen auf den Meeren mit Messbojen) bestätigen das Vorliegen der ersten Voraussetzung: Weitaus am häufigsten sind Wellen mit einer Höhe von 0,5 bis 2 m. Die meisten Wellenlängen liegen über 10 m, auch Wellenlängen von 100 m und mehr sind nicht selten. Auch die zweite Bedingung ist in den meisten Fällen erfüllt, denn die Wassertiefe ist bekanntlich überwiegend weit größer als die oben genannten Wellenhöhen.
Für Flachwasserzonen (Wassertiefen von wenigen Metern) gelten die folgenden Ausführungen allerdings nicht. Die dritte Bedingung ist nur annähernd erfüllt, denn die empirischen Daten zeigen zumindest einen stochastischen Zusammenhang (Korrelation) zwischen Wellenhöhe und Wellenlänge, d. h. bei hohen Wellen besteht eine gewisse Wahrscheinlichkeit, dass sie eine größere Wellenlänge haben als niedrige Wellen.

## Berechnung der Wellenenergie
Für praktische Belange ist weniger die Wellenenergie als solche relevant, sondern die Energiemenge, die pro Zeitspanne umgesetzt werden kann. Dies wird auch als der Energiefluss oder Leistung bezeichnet. Nach der linearen Wellentheorie ist der Energiefluss in einer Welle
{\displaystyle P={\frac {\rho g^{2}}{32\pi }}\cdot T\cdot H^{2}\qquad (1)}
wobei P = Leistung (engl. „power“) in kW/m (Kilowatt pro Meter Wellenwalze oder Wellenkamm), ρ ist die Dichte des Meerwassers {\displaystyle (\mathrm {g} /\mathrm {cm} ^{3})}, g die Schwerebeschleunigung {\displaystyle (\mathrm {m} /\mathrm {s} ^{2})}, π die Kreiszahl = 3,14159…, T = Periode der Wellen in Sekunden und H = Wellenhöhe in Meter. Die Periode T (engl. „time“) ist definiert als die Zeitdauer vom Ankommen eines Wellenberges an einem bestimmten Punkt bis zum Ankommen des nächsten Wellenberges. Unter „Wellenwalze“ versteht man den gesamten Wellenkörper mit der Höhe H und einer seitlichen Ausdehnung, die quer zur Fortbewegungsrichtung der Welle betrachtet wird. Da sich die Wellen in der Nähe der Küste meist parallel zu dieser ausrichten, verwendet man an Stelle von „Länge der Wellenwalze“ auch den Begriff „Länge des Küstenabschnitts“ (auf den die Welle zurollt) Auch mit dem Begriff „Länge des Wellenkamms“ ist dasselbe gemeint. So weit die Theorie. Für die praktische Anwendung – also z. B. zur Abschätzung des Energieflusses der Wellen in einem bestimmten Meeres- oder Küstengebiet – muss man empirisch ermittelte Mittelwerte in die obige Formel einsetzen. Diese stammen z. B. von Messbojen, die überall auf den Meeren installiert sind und laufend die Wellenhöhe und die Periode registrieren. Deshalb kann man den Berechnungen auch langjährige Mittelwerte zugrunde legen, wie sie z. B. vom Königlichen meteorologischen Institut der Niederlande im Internet zur Verfügung gestellt werden (siehe Weblinks). Die Wellenhöhe wird dabei als „signifikante Wellenhöhe“ {\displaystyle H_{s}} ausgegeben, das ist der Mittelwert aus einem Drittel der höchsten Wellen eines Messzeitraums. Will man diesen Wert in die Formel (1) einsetzen, gilt die Beziehung:
{\displaystyle H=H_{s}/{\sqrt {2}}\qquad (2)}
eingesetzt in die obige Formel (1) ergibt sich
{\displaystyle P={\frac {\rho g^{2}}{64\pi }}\cdot T\cdot H_{s}^{2}\qquad (3)}
Diese Formel ist also für die praktische Anwendung überall da geeignet, wo Messergebnisse für die signifikante Wellenhöhe und die Periode zur Verfügung stehen; außerdem benötigt man die Werte g und ρ. Diese beiden letzteren Werte ändern sich für einen bestimmten geografischen Ort kaum und können deshalb als Konstante betrachtet werden. Ist ihr Zahlenwert für den jeweiligen Ort nicht bekannt, verwendet man Durchschnittswerte von {\displaystyle 9{,}81\,\mathrm {m} /\mathrm {s} ^{2}} bzw. {\displaystyle 1025\,\mathrm {kg} /\mathrm {m} ^{3}}. Als Variablen bleiben dann  in (1) bzw. (3) nur noch T und H bzw.{\displaystyle H_{s}} übrig; alle anderen Größen können zu einer Konstanten zusammengefasst werden. Man erhält dann
{\displaystyle P\approx 0{,}490605\cdot T\cdot H_{s}^{2}\approx 0{,}5\cdot T\cdot H_{s}^{2}\qquad (4)}
Wenn ein Wellenkraftwerk z. B. einen Abschnitt der Wellenwalzen von 3 m erfasst, die signifikante Wellenhöhe 2 m beträgt und die Wellen in einem Abstand von 10 s aufeinander folgen, ergibt sich ein Energieangebot von 0,5 mal 10 s mal 2 hoch 2 m mal 3 m Breite des Kraftwerks = 60 kW. Wenn der Wirkungsgrad des Wellenkraftwerks 40 % beträgt, produziert es 60 kW mal 0,4 = 24 kW, in einer Stunde also 24 kWh, an einem Tag (24 Stunden) 576 kWh.

## Geschwindigkeit der Meereswellen
Die obige Formel für die Wellenenergie erscheint insofern paradox, als sie besagt, dass eine Wellenserie mit langer Periode mehr Energie liefert als eine Wellenserie gleicher Wellenhöhe, aber kurzer Periode. Das heißt aber nichts anderes, als dass die Wellenserie, deren Wellen schneller hintereinander an einem Wellenkraftwerk ankommen, weniger Energie liefert als eine Wellenserie mit gleicher Wellenhöhe, aber seltener eintreffenden Wellen. Das Rätsel löst sich auf unter Berücksichtigung der Tatsache, dass Meereswellen keine einheitliche Geschwindigkeit haben; sie pflanzen sich unterschiedlich schnell fort, was allgemein als Dispersion bezeichnet wird. Hieraus ergibt sich, dass Wellen mit langer Periode schneller sind als solche mit kurzer Periode. Das zeigt sich in der folgenden Umformung der Formel (3).
In der linearen Wellentheorie gilt allgemein
{\displaystyle c={\frac {L}{T}}\qquad (7)}
mit der Geschwindigkeit c (m/s) und der Wellenlänge L (m).
Ferner gilt für Tiefwasserwellen
{\displaystyle L={\frac {g}{2\pi }}T^{2}\qquad (8)}
Damit kann man den Energiefluss als Funktion von c und Hs ausdrücken:
{\displaystyle P={\frac {\rho g}{32}}\cdot c\cdot H_{s}^{2}\qquad (9)}
Daraus ergibt sich, dass bei einer Verdoppelung der Periode die Wellenlänge zwar vier Mal so groß wird, aber wegen ihrer doppelten Ausbreitungsgeschwindigkeit immerhin noch halb so viele Wellen pro Stunde an einem Wellenkraftwerk ankommen, diese Wellen jedoch insgesamt die doppelte Energiemenge transportieren – pro Welle also die vierfache Energie.
Formel (9) zerlegt die Wellenenergie in die folgenden Bestandteile: {\displaystyle H_{s}^{2}} repräsentiert mit einigen Bestandteilen der Konstanten die Fläche eines Querschnitts der Wellenwalze. Multipliziert mit der Länge der Wellenwalze (und anderen Bestandteilen der Konstanten) wird daraus die Masse der Welle. Betrachtet man die halbe Wellenhöhe als Fallhöhe, ergibt sich daraus die potentielle Energie der Welle. Die Größe c schließlich repräsentiert zusammen mit der Masse die kinetische Energie der Welle. Zu beachten ist dabei, dass mit c die Fortpflanzungsgeschwindigkeit der Welle gemeint ist und kein Transport von Wassermassen, wie das z. B. nach einem Dammbruch der Fall wäre, wenn sich eine Flutwelle durch ein Tal wälzt. Die Wasserbewegungen in der Welle sind nicht linear-horizontal, sondern kreisförmig in vertikalen Ebenen (siehe Wasserwelle).